# Hotel Alba Caracas
El Hotel Venetur Alba Caracas (antiguo Hotel Hilton Caracas hasta finalizar la concesión en 2009) es un hotel 5 estrellas propiedad de la cadena de hoteles venezolana Venetur, construido por el Centro Simón Bolívar. Se encuentra ubicado en pleno centro cultural y financiero de Caracas, entre la Av. México con Av. Sur 25, Urbanización El Conde, Parroquia San Agustín, y posee una excelente vista del Parque nacional El Ávila y del Parque Los Caobos. Tiene acceso directo al Metro de Caracas en la Estación Bellas Artes. El Hotel Alba Caracas es el segundo hotel más alto de Venezuela, con una altura de 103 metros, aunque no es fácil de precisar ya que muchos hoteles no han aportado datos exactos.
El Aeropuerto Internacional de Maiquetía Simón Bolívar se encuentra a 30 km del hotel. Posee 248 habitaciones en su torre original, más 500 habitaciones de la Torre Norte, sin contar la sede del Edificio Anauco. Las habitaciones son equipadas con televisor, escritorio, refrigerador, aire acondicionado, y baño privado. El hotel dispone de tres restaurantes, dos bares, dos piscinas y distintas salas de convenciones.

## Historia

### Inicios
Para la década de los años 1930, donde hoy se levanta el hotel, estaba la siembra de café de la Hacienda Mohedano. Hacia 1944 en el área se construyó lo que sería la primera sede de la corporación Creole Petroleum. En 1955 dicha sede petrolera terminaría en convertirse en un edificio para la Seguridad Nacional del gobierno de Marcos Pérez Jiménez.
En el año 1965 a través del Centro Simón Bolívar el ingeniero Juan Sánchez Carranza fue designado para la construcción de un edificio de viviendas de clase media, el cual solo alcanzó el 90% de la obra.

### Hotel Caracas Hilton
En 1966 se concluye su construcción, pero cambia el uso del edificio, ahora iba a ser un gran hotel de turismo y de cinco estrellas para la capital de Venezuela, con el fin de satisfacer la carencia de alojamientos turísticos en la ciudad.
Después de negociaciones con la cadena de hoteles estadounidense Hoteles Hilton, se inaugura el 31 de octubre de 1969 el nuevo Hotel Caracas Hilton. Este sería el primer hotel de Hilton en el país. 
La Convención de los Derechos del Mar de 1974 se iba a celebrar en Santiago, Chile, pero debido a la agitación política del país, la Convención se trasladó a Caracas. La Convención se celebró en la Sala Plenaria del Complejo Parque Central en Caracas, y las delegaciones se hospedaron en el Edificio Anauco, porque en la torre principal del Hotel Caracas Hilton no cabían. Después de negociaciones entre Hilton y el Centro Simón Bolívar, el aparta-hotel pasó a llamarse Residencias Anauco Hilton y a ser parte del Hotel Caracas Hilton, en su primera ampliación.
En 1979 se inicia la construcción de una nueva torre para ampliar las salas de convenciones y el número de habitaciones, por lo que en 1984 se inaugura la nueva ampliación: la Torre Norte.

### Hotel Alba Caracas de Venetur
En 2006, el Gobierno de Venezuela renovó el contrato a Hilton por cinco años del hotel. Después de esto, la empresa hizo varias mejoras a la infraestructura. Sin embargo, en 2009, el gobierno encabezado por Hugo Chávez expropia la construcción y suspende el contrato con Hilton para todo el hotel, incluyendo la Torre Norte, la torre original y el Edificio Anauco.

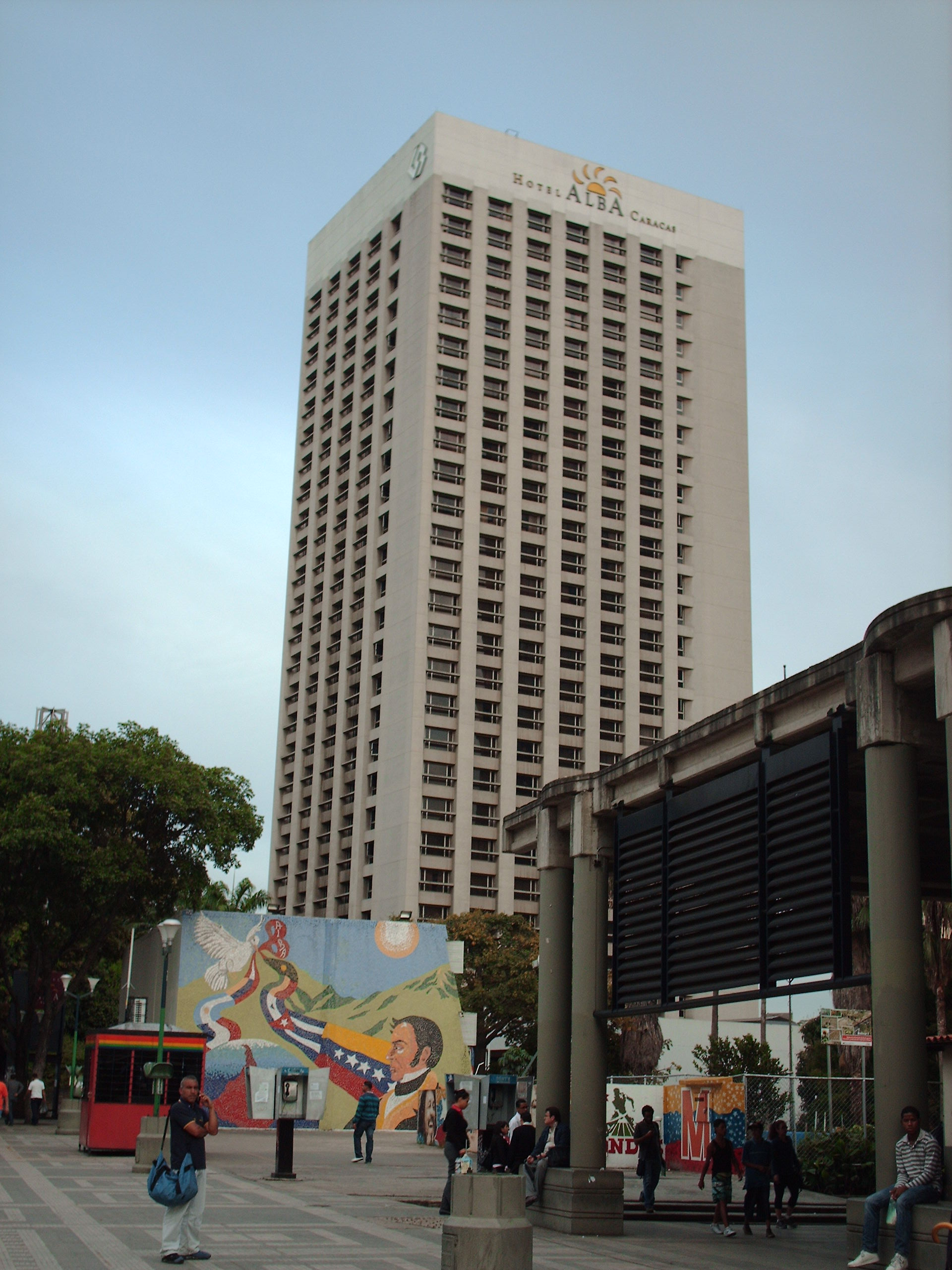
El ahora Hotel Alba Caracas, visto desde la Avenida México.

El 15 de abril de 2010, después de que fuera administrado unos meses por el Centro Simón Bolívar, pasa a la tutela del Ministerio del Poder Popular para el Turismo para formar parte de la red de hoteles denominada como Venezolana de Turismo (Venetur), renombrándose como Hotel Alba Caracas.

## El hotel en la actualidad
El hotel ha presentado en ocasiones denuncias de actos delictivos, fallos tras los constantes cambios de administración y gerencia, entre ello, la falta de renovación, y la falta de mantenimiento en los pasillos y ascensores.
El hotel ha caído hasta el puesto 68 de 86 hoteles en Caracas en las páginas web, por las deficiencias en sus instalaciones, aunque a su vez, se destaca el servicio por parte del equipo del hotel.

## Atracciones cercanas
- Museo de Los Niños
- Museo de Ciencias (Venezuela)
- Museo de Arte Contemporáneo de Caracas
- Museo de Bellas Artes de Caracas
- Centro de Acción Social por la Música
- Teatro Teresa Carreño
- Parque Los Caobos
- Parque Generalísimo Francisco de Miranda
- Parque nacional El Ávila
- Galería de Arte Nacional

## Títulos y récords
| Predecesor: Torre CorpBanca | Edificio más alto de Venezuela 1969 - 1978 | Sucesor: Centro Financiero Latino |

## Eventos del Gran Salón
| País                        | Artista                   | Año         |
| --------------------------- | ------------------------- | ----------- |
| Bandera de Chile            | Monna Bell                | 1960        |
| Bandera de Italia           | Nilla Pizzi               | 1961        |
| Bandera de Estados Unidos   | The Walker Brothers       | 1965        |
| Bandera de Estados Unidos   | The Blossoms              | 1965        |
| Bandera de Estados Unidos   | Willie Nelson             | 1965        |
| Bandera de Estados Unidos   | The Righteous Brothers    | 1965        |
| Bandera de Estados Unidos   | Brenda Lee                | 1965        |
| Bandera de Inglaterra       | Petula Clark              | 1965        |
| Bandera de Estados Unidos   | Aretha Franklin           | 1968        |
| Bandera de Italia           | Ornella Vanoni            | 1968        |
| Bandera de Italia           | Bobby Solo                | 1968        |
| Bandera de Estados Unidos   | Stevie Wonder             | 1970        |
| Bandera del Reino Unido     | Sandie Shaw               | 1970        |
| Bandera de los Países Bajos | Shocking Blue             | 1970        |
| Bandera de Estados Unidos   | Joe Frazier               | 1970        |
| Bandera de Estados Unidos   | The Supremes              | 1971        |
| Bandera de Estados Unidos   | B. J. Thomas              | 1970        |
| Bandera de Estados Unidos   | Ella Fitzgerald           | 1971        |
| Bandera de Brasil           | Nelson Ned                | 1971        |
| Bandera de Chile            | Los Galos                 | 1972        |
| Bandera de Brasil           | Elis Regina               | 1972        |
| Bandera de Estados Unidos   | Cannonball Adderly        | 1972        |
| Bandera de Brasil           | Roberto Carlos (cantante) | 1972        |
| Bandera de Italia           | Pooh (banda)              | 1972        |
| Bandera de Estados Unidos   | Bobby Vinton              | 1973        |
| Bandera de Egipto           | Demis Roussos             | 1973        |
| Bandera de Argentina        | Sandro                    | 1973        |
| Bandera de Argentina        | Facundo Cabral            | 1975        |
| Bandera de Brasil           | Morris Albert             | 1975        |
| Bandera del Reino Unido     | Joe Cocker                | 1975        |
| Bandera de Brasil           | Sérgio Mendes             | 1975        |
| Bandera de Estados Unidos   | Chubby Checker            | 1976        |
| Bandera de Estados Unidos   | Ravi Shankar              | 1976        |
| Bandera de Estados Unidos   | Barry White               | 1977        |
| Bandera de Italia           | Gianni Bella              | 1977        |
| Bandera de Puerto Rico      | Héctor Lavoe              | 1978        |
| Bandera de España           | Julio Iglesias            | 1978        |
| Bandera del Reino Unido     | Albert Hammond            | 1978        |
| Bandera de Estados Unidos   | Celi Bee                  | 1979        |
| Bandera de Estados Unidos   | Godspell                  | 1979        |
| Bandera de Puerto Rico      | Menudo                    | 1980        |
| Bandera de Alemania         | Mike Kennedy              | 1981        |
| Bandera de Estados Unidos   | Ron Carter                | 1981        |
| Bandera de Francia          | Richard Clayderman        | 1982        |
| Bandera de Argentina        | Astor Piazzolla           | 1984        |
| Bandera de Estados Unidos   | Pat Benatar               | 1984 - 1986 |
| Bandera de España           | Raphael                   | 1985        |
| Bandera de España           | Paloma San Basilio        | 1985        |
| Bandera de España           | Soledad Bravo             | 1988        |
| Bandera de Estados Unidos   | Pamela Rose               | 1988        |
| Bandera de Brasil           | Chico Buarque             | 1988        |
| Bandera de México           | Emmanuel                  | 1989        |
| Bandera de México           | Luis Miguel               | 1989        |
| Bandera de Brasil           | Toquinho                  | 1998        |
| Bandera de Estados Unidos   | Pamela Rose               | 1990        |
| Bandera de Australia        | Air Supply                | 2001        |